# Calcio ai XIII Giochi del Mediterraneo - Qualificazioni gruppo A
Le partite relative alle Qualificazioni del Gruppo A per il torneo di Calcio ai XIII Giochi del Mediterraneo si sono svolte presso lo Stadio Comunale di Barletta, lo Stadio Degli Ulivi di Andria, lo Stadio Pino Zaccheria di Foggia e lo Stadio Via del Mare di Lecce.

## Classifica
| Gruppo A | Gruppo A | Gruppo A | Gruppo A | Gruppo A | Gruppo A | Gruppo A | Gruppo A | Gruppo A |
| Squadra  | G        | V        | N        | P        | F        | S        | DR       | PT       |
| -------- | -------- | -------- | -------- | -------- | -------- | -------- | -------- | -------- |
| Turchia  | 3        | 2        | 1        | 0        | 5        | 3        | +2       | 7        |
| Algeria  | 3        | 0        | 3        | 0        | 4        | 4        | 0        | 3        |
| Slovenia | 3        | 0        | 2        | 1        | 4        | 5        | -1       | 2        |
| Libia    | 3        | 0        | 2        | 1        | 3        | 4        | -1       | 2        |

## Incontri
| Andria 16 giugno 1997 | Turchia | 2 – 2 | Algeria | Stadio Degli Ulivi |

| Foggia 16 giugno 1997 | Libia | 2 – 2 | Slovenia | Stadio Pino Zaccheria |

| Arbitro: | Prolic |

|       |           |  |
| Özkan | Marcatori |  |

| Arbitro: | Psychomanis |

|           |           |        |
| Bounakaja | Marcatori | Osterc |

| Arbitro: | Arsic |

|                     |           |           |
| Bulajič (aut.) Özat | Marcatori | Cimirotič |

| Arbitro: | Turo |

|          |           |          |
| Merakchi | Marcatori | Mehemmed |